# 달빛정책
달빛정책 (영어: Moonshine Policy)은 대한민국(ROK)과 북한과의 관계에 대한 접근 방식에서 김대중 정부와 노무현 정부의 햇볕정책과 동일한 형태를 펼치는 문재인 정부의 대북정책을 칭하는 말이다.  이 용어는 대한민국에서 사용하되기 보다는 미국 경제전문지 포브스에서 표현하기 시작하였다.  이 용어에 대하여 긍정적인 평가와 부정적인 평가가 제기 되고 있으며, 이것은 좌파정부의 연속선 상에서 탄생한 문재인 정부를 전 정부와 구별하는 면에서 유익한 용어라는 평가이다.

## 같이 보기
- 햇볕정책
- 문재인 정부